# アガート・ウィリンジイマナ
アガート・ウィリンジイマナ（Agathe Uwilingiyimana、1953年5月23日 - 1994年4月7日）はルワンダの政治家。1993年7月18日から1994年4月7日に死去するまでルワンダの首相を務めた。彼女はルワンダ虐殺の初期段階で暗殺された。ルワンダでは初にしてこれまでのところ唯一の女性首相である。日本語ではユウィリンジイマナとも表記される。

## 生い立ち
アガート・ウィリンジイマナはルワンダ史上最も影響力のあった女性の一人である。1953年、ルワンダの首都キガリ南東140km ほどに位置するニャルヘンゲリ村で、フツ族の農家に生まれた。彼女が生まれてすぐに一家はブタレの国境地帯からベルギー領コンゴに移住した。彼女の父親は彼女が4歳のときに一家をブタレに戻した。試験に合格してノートル・ダム・デ・シトー高校で学び、20歳の時に人文科学の教員資格を得た。
1976年、彼女は数学と化学で A 級資格を得、ブタレの学校で数学教師となった。同年に同村人で学友だったイグナス・バラヒラと結婚した。年内に第一子が生まれ、後には5人の子持ちとなった。
1983年、30歳のときにはルワンダ国立大学で化学を学んだ。これが経済的に可能だったのは、彼女の夫が大学の研究所に勤めており数学教師の倍の収入を得ていたためである。彼女はブタレの学校で4年間化学を学び、1985年には科学の学士号を得た。

## 首相就任まで
1986年、彼女はブタレの学校職員と共に貯蓄信用組合を設立し、その中で指導的な役割を果たして、不満が高まっていたルワンダ南部から政策決定者を選びたいと考えていたキガリの権威筋から注目されることとなった。1989年、彼女は商務省の局長となった。
1992年、彼女は野党の一つである民主共和運動(MDR)に入党し、4ヶ月後にはディスマ・ンセンギヤレミェにより教育相に任命された。ンセンギヤレミェはジュベナール・ハビャリマナ大統領と5大野党の間で合意された権力分担構想に従って生まれた初の野党出身首相だった。教育相としてのウィリンジイマナは、教育機関における出身民族による合格枠を廃止し、入学資格や奨学金の受給資格の取得を開かれた実力制とした。この決定はフツ急進派政党からの恨みを買った。
1993年7月17日、ハビャリマナ大統領と5政党の代表全員による会合の後、アガート・ウィリンジイマナはルワンダ初の女性首相となった。前任者でありかつてウィリンジイマナを教育相に抜擢したンセンギヤレミェ博士は、大統領を免責したことが他党から不評だった。だがウィリンジイマナは他の首相候補のような権力基盤は持っておらず、ハビャリマナからも望まれていた訳ではないので、多くの評者からは、この首相任命は大統領の政治的計算によるもので、反対派の分裂と立場の弱い首相に対する大統領の優位を同時に狙ったものと評された。彼女が首相に指名されたその日のうちに、ンセンギヤレミェは彼女のMDR党員資格を停止した（MDRはRPFを迎え入れない如何なる暫定政権の編成にも反対していた）。

## アルーシャ協定
ハビャリマナ＝ウィリンジイマナ政権は依然フツ主体であり、ツチ主体の反政府勢力であるルワンダ愛国戦線(RPF)との和平協定締結を如何に成功させるかという難題を抱えていた。1993年8月4日、ハビャリマナ、5大野党（建前上はウィリンジイマナが代表していた）、及びRPFの間で漸く合意が成立した。このアルーシャ協定の下では、ハビャリマナの与党MRNDが暫定大統領を出し、首相はMDRから出すこととされた。MDRはウィリンジイマナの党員資格を停止していたので、代わりにウィリンジイマナの資格を停止した中心人物であるフォスタン・トゥワギラムングを選出した。

## 首相代行として
ハビャリマナ大統領はウィリンジイマナを首相に任命してから18日後に彼女を公式に解任したが、彼女は8ヶ月後の1994年4月に暗殺されるまで首相代行の任に留まった。この間彼女はMDRを含む全てのフツ系政党から激しく批判され続け、ハビャリマナ大統領の与党も1994年1月に記者会見を開いてウィリンジイマナを「政治的異端児」だとして攻撃した。
合同暫定政府(BBTG)の宣誓就任式は1994年3月25日に予定されており、ウィリンジイマナは同日を以てフォスタン・トゥワギラムングに首相の座を譲り、新政府の閣僚になる筈だった。ところが、式典にRPFが現れなかったため新政権の設立は延期された。ウィリンジイマナはRPFと交渉し後日改めて新政府を発足させることで合意に達した。

## 暗殺
ハビャリマナ大統領とウィリンジイマナ、及びルワンダ愛国戦線の三者による交渉はとうとう決着しなかった。何故なら1994年4月6日午後8時30分頃、大統領機がミサイルで撃墜されたからである。ハビャリマナの死からウィリンジイマナが暗殺されるまでの間（約14時間）、憲法上ウィリンジイマナ首相がルワンダの国家元首だった。
ハビャリマナ大統領が暗殺された夜、ウィリンジイマナはラジオ・フランスのインタビューに対し、直ちに捜査が行われるだろうと述べた。彼女はまた、生前最後に録音された発言の中で次のように述べた。
撃ち合いが起きており、人々は恐怖に襲われている、人々は家の中で床に伏せている。これは国家元首の死が齎したことだと思う。我々市民は国家元首の死には一切関与していない。
国連平和維持軍は翌日午前3時に彼女を家まで護衛するためベルギー兵を派遣した。彼らはその後ウィリンジイマナをラジオ・ルワンダまで送り届け、そこで彼女は夜明けと共に国民に平静を呼びかける計画だった。ベルギー兵10人に加え、ウィリンジイマナの自宅の外には国連から5人のガーナ兵が警備についていた。家の中では一家は大統領警護隊に護衛されていたが、午前6時55分から7時15分にかけて、大統領警護隊は国連兵士を包囲して武器を捨てるように命じた。国連兵士は致命的にも結局これに従い、午前9時直前に武器を引き渡した。
家の外での睨み合いを見て、アガート・ウィリンジイマナと家族は午前8時頃キガリの国連施設に避難した。国連の行動に対する捜査を目撃した人によると、ルワンダ兵は午前10時頃同施設に入りアガート・ウィリンジイマナを捜索した。子供たちの身に危険が及ぶことを恐れてウィリンジイマナ夫妻は姿を現し、1994年4月7日朝に大統領警護隊により射殺された。ウィリンジイマナの子供たちは難を逃れ、最終的にスイスに避難した。スコット・ピータソンは著書 Me Against My Brother の中で、ウィリンジイマナを護衛するよう派遣された国連兵士は去勢され、切り取られた外性器を口に詰め込まれてから殺されたと記している。
国連軍の司令官だったロメオ・ダレールは、著書en:Shake Hands with the Devil の中で次のように述べている。ウィリンジイマナと彼女の夫は自分らの子供たちを護るためにジェノシデールに投降し、子供たちは隣接するUNDPの職員宿舎に匿われた。その子らは生き延びてUNAMIRの観戦武官ムンバイ・ディアーニュ大尉の手でオテル・デ・ミル・コリンヌに密かに移された。彼らは最終的にはスイスに逃れた。
ベルナール・ントゥヤハガ少佐はルワンダ国際戦犯法廷(ICTR)にてウィリンジイマナと国連兵士を殺害したとして起訴されたが、これは後に取り下げられた
。
最終的に彼は平和維持要員を殺害した咎で有罪を宣告された。2008年12月18日、ICTRはテオネスト・バゴソラ大佐をジェノサイド、人道に対する罪、及び戦争犯罪で有罪とし、無期刑を言い渡した。この中にはウィリンジイマナとベルギー人平和維持要員の殺害への関与も含まれている。

## 遺産
ウィリンジイマナの政治的キャリアは短かったが、アフリカにおける数少ない女性政治家の魁の一人だった。彼女はブルンジの首相を務めたシルヴィ・キニギと同年輩である。アフリカ女性教育者フォーラム(FAWE)はかつてのルワンダ首相を記念して「アガート革新奨励賞」を設けた。この懸賞はアフリカ女性の状況改善に向けた教育事業と所得向上事業に対して資金を提供する。アガート・ウィリンジイマナはFAWEの創立メンバーの一人である。